# Jiří Kozák
Jiří Kozák (* 19. srpna 1976 Plzeň) je český politolog, manažer, ředitel neziskové organizace a vysokoškolský učitel, od prosince 2021 náměstek ministra zahraničních věcí ČR, od roku 2018 zastupitel města Říčany, člen ODS.

## Život
V letech 2002 až 2008 vystudoval politologii na Fakultě sociálních věd Univerzity Karlovy v Praze (získal titul Mgr.). Mezi roky 2000 a 2004 dělal nejprve asistenta, později poradce předsedy Výboru pro evropské záležitosti Senátu PČR Luďka Sefziga (ODS).
V roce 2004 se stal projektovým manažerem CEVRO a od roku 2006 vedl projektové oddělení nově založené vysoké školy CEVRO Institut. Od září 2009 je ředitelem CEVRO a učí na CEVRO Institutu. Od roku 2007 je členem řídícího výboru European Network of Political Foundations (ENoP), která sdružuje přes šedesát vzdělávacích organizací z celé Evropy.
Jiří Kozák žije ve městě Říčany v okrese Praha-východ, v části Radošovice. Se ženou Ivetou má dvě děti – syna Jiřího a dceru Beátu.

## Politická kariéra
Je členem ODS. Za stranu kandidoval v komunálních volbách v roce 2014 do Zastupitelstva města Říčany, ale neuspěl. Zastupitelem se tak stal až po volbách v roce 2018. V komunálních volbách v roce 2022 kandidoval do zastupitelstva Říčan z 3. místa kandidátky koalice SPOLU (tj. ODS, KDU-ČSL a TOP 09). Mandát zastupitele města se mu podařilo obhájit.
Ve volbách do Senátu PČR v roce 2018 kandidoval za ODS v obvodu č. 41 – Benešov. Se ziskem 17,29 % hlasů skončil v prvním kole voleb na 2. místě a ve druhém kole se utkal s nestraníkem za hnutí STAN Zdeňkem Hrabou, se kterým však prohrál poměrem hlasů 39,04 % : 60,95 %.
Ve volbách do Evropského parlamentu v květnu 2019 kandidoval na 26. místě kandidátky ODS, ale nebyl zvolen.
V prosinci 2021 byl jmenován politickým náměstkem ministra zahraničních věcí ČR Jana Lipavského. Do jeho agendy patří vztahy s mimoevropskými zeměmi, rozvojová spolupráce a lidská práva, ekonomická a vědecká diplomacie. Na ministerstvu zahraničí inicioval vznik Oddělení vědecké diplomacie.